# Danh sách di sản văn hóa Tây Ban Nha được quan tâm ở tỉnh Cádiz
Danh sách di sản văn hóa Tây Ban Nha được quan tâm ở Cádiz (tỉnh).

## Di tích theo thành phố

### A

#### Alcalá de los Gazules
| Tên                                | Dạng                                            | Địa điểm                                                       | Tọa độ                                        | Số hồ sơ tham khảo? | Ngày nhận danh hiệu? | Hình ảnh                                         |
| ---------------------------------- | ----------------------------------------------- | -------------------------------------------------------------- | --------------------------------------------- | ------------------- | -------------------- | ------------------------------------------------ |
| Lâu đài Alcalá Gazules             | Di tích Kiến trúc phòng thủ Lâu đài             | Alcalá de los Gazules                                          | 36°27′49″B 5°43′24″T / 36,463595°B 5,723262°T | RI-51-0007541       | 22-06-1993           | Castillo de Alcalá de los Gazules · Upload image |
| Nhà thờ San Jorge (Alcalá Gazules) | Di tích Kiến trúc tôn giáo Thời gian: Thế kỷ 16 | Alcalá de los Gazules                                          | 36°27′46″B 5°43′24″T / 36,46289°B 5,723267°T  | RI-51-0006913       | 14-11-2006           | Iglesia Parroquial de San Jorge · Upload image   |
| Laja Los Hierros                   | Di tích                                         | Alcalá de los Gazules Finca "Monte Abajo", junto al río Álamo. |                                               | RI-51-0011416       |                      | Laja de Los Hierros · Upload image               |
| Tường Alcalá Gazules               | Di tích Kiến trúc phòng thủ Tường thành         | Alcalá de los Gazules                                          |                                               | RI-51-0007542       | 22-06-1993           | Muralla de Alcalá de los Gazules · Upload image  |
| Alcalá Gazules                     | Lịch sử và nghệ thuật                           | Alcalá de los Gazules                                          | 36°28′00″B 5°43′00″T / 36,466667°B 5,716667°T | RI-53-0000328       | 05-02-1985           | Villa de Alcalá de los Gazules · Upload image    |

#### Algar
| Tên            | Dạng                                | Địa điểm                    | Tọa độ | Số hồ sơ tham khảo? | Ngày nhận danh hiệu? | Hình ảnh                          |
| -------------- | ----------------------------------- | --------------------------- | ------ | ------------------- | -------------------- | --------------------------------- |
| Lâu đài Tempul | Di tích Kiến trúc phòng thủ Lâu đài | Algar Finca "Los Cuquillos" |        | RI-51-0007543       | 22-06-1993           | Castillo de Tempul · Upload image |
| Tháp Calduba   | Di tích Kiến trúc phòng thủ Tháp    | Algar                       |        | RI-51-0007544       | 22-06-1993           | Upload image                      |

#### Algeciras
| Tên                                           | Dạng                                                     | Địa điểm                                                                    | Tọa độ                                        | Số hồ sơ tham khảo? | Ngày nhận danh hiệu? | Hình ảnh                                        |
| --------------------------------------------- | -------------------------------------------------------- | --------------------------------------------------------------------------- | --------------------------------------------- | ------------------- | -------------------- | ----------------------------------------------- |
| Capilla Nuestra Señora Europa                 | Di tích Kiến trúc tôn giáo                               | Algeciras                                                                   | 36°07′52″B 5°26′48″T / 36,131072°B 5,446703°T | RI-51-0004487       | 06-04-1981           | Capilla de Europa · Upload image                |
| Lâu đài Algeciras                             | Di tích Kiến trúc phòng thủ                              | Algeciras No localizado arqueológicamente                                   |                                               | RI-51-0007546       | 22-06-1993           | Upload image                                    |
| Fuerte Tolmo                                  | Di tích Kiến trúc phòng thủ                              | Algeciras                                                                   | 36°03′13″B 5°28′58″T / 36,05368°B 5,482762°T  | RI-51-0012210       | 25-06-1985           | Fuerte del Tolmo · Upload image                 |
| Hornos romanos Rinconcillo                    | Di tích Khảo cổ học                                      | Algeciras Se encuentran soterrados a la espera de actuaciones arqueológicas | 36°09′29″B 5°26′53″T / 36,157979°B 5,448127°T | RI-51-0003829       | 16-10-1969           | Hornos romanos de El Rinconcillo · Upload image |
| Parque Khảo cổ Tường thành Meriníes Algeciras | Di tích Khảo cổ học                                      | Algeciras                                                                   | 36°08′02″B 5°26′52″T / 36,133979°B 5,447797°T | RI-51-0012209       | 25-06-1985           | Muralla urbana de Algeciras · Upload image      |
| Tháp Adalides                                 | Di tích Kiến trúc phòng thủ Tình trạng: Demolida en 1898 | Algeciras                                                                   | 36°08′44″B 5°27′40″T / 36,145694°B 5,461194°T | RI-51-0011395       | 25-06-1985           | Torre de los Adalides · Upload image            |
| Fuerte Punta Carnero                          | Di tích Kiến trúc phòng thủ Tình trạng: Destruida        | Algeciras                                                                   | 36°04′44″B 5°25′42″T / 36,07886°B 5,428425°T  | RI-51-0011392       | 25-06-1985           | Torre de Punta Carnero · Upload image           |
| Tháp San García                               | Di tích Kiến trúc phòng thủ Tình trạng: Destruida        | Algeciras                                                                   | 36°06′22″B 5°25′57″T / 36,106169°B 5,432442°T | RI-51-0011394       | 25-06-1985           | Torre de San García · Upload image              |
| Tháp Almirante                                | Di tích Kiến trúc phòng thủ                              | Algeciras                                                                   | 36°08′56″B 5°26′43″T / 36,148925°B 5,445374°T | RI-51-0011396       | 25-06-1985           | Torre del Almirante · Upload image              |
| Tháp Arroyo Lobo                              | Di tích Kiến trúc phòng thủ                              | Algeciras                                                                   | 36°05′26″B 5°27′15″T / 36,090656°B 5,454068°T | RI-51-0011393       | 25-06-1985           | Torre del Arroyo del Lobo · Upload image        |
| Tháp Fraile Tháp Canutos                      | Di tích Kiến trúc phòng thủ Tình trạng: Đang đổ nát      | Algeciras                                                                   | 36°03′27″B 5°27′10″T / 36,057437°B 5,452658°T | RI-51-0011391       | 25-06-1985           | Torre del Fraile · Upload image                 |

#### Algodonales
| Tên                                            | Dạng                  | Địa điểm    | Tọa độ                                        | Số hồ sơ tham khảo?                | Ngày nhận danh hiệu? | Hình ảnh                            |
| ---------------------------------------------- | --------------------- | ----------- | --------------------------------------------- | ---------------------------------- | -------------------- | ----------------------------------- |
| Peña Algodonales, I, II, III, IV, V, VI và VII | Di tích               | Algodonales |                                               | RI-51-0011417 Partes 00001 a 00007 | 25-06-1985           | Upload image                        |
| Algodonales                                    | Lịch sử và nghệ thuật | Algodonales | 36°52′51″B 5°24′21″T / 36,880739°B 5,405825°T | RI-53-0000337                      | 02-05-1985           | Villa de Algodonales · Upload image |

#### Arcos de la Frontera
| Tên                                                          | Dạng                                                                                 | Địa điểm             | Tọa độ                                        | Số hồ sơ tham khảo? | Ngày nhận danh hiệu? | Hình ảnh                                               |
| ------------------------------------------------------------ | ------------------------------------------------------------------------------------ | -------------------- | --------------------------------------------- | ------------------- | -------------------- | ------------------------------------------------------ |
| Lâu đài Arcos Frontera                                       | Di tích Kiến trúc phòng thủ                                                          | Arcos de la Frontera | 36°44′50″B 5°48′16″T / 36,747274°B 5,804372°T | RI-51-0008793       | 22-06-1993           | Castillo de Arcos de la Frontera · Upload image        |
| Arcos Frontera                                               | Khu phức hợp lịch sử                                                                 | Arcos de la Frontera | 36°44′56″B 5°48′27″T / 36,748826°B 5,807579°T | RI-53-0000032       | 15-03-1962           | Ciudad de Arcos de la Frontera · Upload image          |
| Pháo đài Torrejón                                            | Di tích                                                                              | Arcos de la Frontera |                                               | RI-51-0007552       | 22-06-1993           | Upload image                                           |
| Vương cung thánh đường Santa María Asunción (Arcos Frontera) | Di tích Kiến trúc tôn giáo Kiến trúc: Gótico tardío, Plateresco và Kiến trúc Baroque | Arcos de la Frontera | 36°44′54″B 5°48′23″T / 36,748351°B 5,806517°T | RI-51-0000504       | 03-06-1931           | Iglesia Parroquial de Santa María · Upload image       |
| Nhà thờ Parroquial San Pedro Apóstol (Arcos Frontera)        | Di tích Kiến trúc tôn giáo Kiến trúc: Gótico tardío, Plateresco và Kiến trúc Baroque | Arcos de la Frontera | 36°26′41″B 5°28′53″T / 36,44476°B 5,48134°T   | 01110060007         |                      | Iglesia Parroquial de San Pedro Apóstol · Upload image |
| Tường thành Arcos Frontera                                   | Di tích Kiến trúc phòng thủ                                                          | Arcos de la Frontera | 36°44′41″B 5°47′59″T / 36,744789°B 5,799599°T | RI-51-0007553       | 22-06-1993           | Murallas de Arcos de la Frontera · Upload image        |
| Tháp Casablanca                                              | Di tích                                                                              | Arcos de la Frontera |                                               | RI-51-0007550       | 22-06-1993           | Upload image                                           |
| Tháp Castillejo                                              | Di tích                                                                              | Arcos de la Frontera |                                               | RI-51-0007551       | 22-06-1993           | Upload image                                           |
| Tháp Martín García Palacios                                  | Di tích                                                                              | Arcos de la Frontera |                                               | RI-51-0007547       | 22-06-1993           | Upload image                                           |
| Tháp Martín Gil                                              | Di tích                                                                              | Arcos de la Frontera |                                               | RI-51-0007548       | 22-06-1993           | Upload image                                           |
| Torrecilla                                                   | Di tích                                                                              | Arcos de la Frontera |                                               | RI-51-0007549       | 22-06-1993           | Upload image                                           |

### B

#### Barbate
| Tên                                                                | Dạng                        | Địa điểm                     | Tọa độ                                        | Số hồ sơ tham khảo? | Ngày nhận danh hiệu? | Hình ảnh                                        |
| ------------------------------------------------------------------ | --------------------------- | ---------------------------- | --------------------------------------------- | ------------------- | -------------------- | ----------------------------------------------- |
| Nhà trú tạm Morjana                                                | Di tích                     | Barbate                      |                                               | RI-51-0011418-00007 |                      | Upload image                                    |
| Lâu đài Barbate                                                    | Di tích                     | Barbate                      |                                               | RI-51-0007554       | 22-06-1993           | Upload image                                    |
| Lâu đài Zahara Atunes Palacio Pilas, Pháo đài và Nhà Chanca Zahara | Di tích Kiến trúc phòng thủ | Barbate Zahara de los Atunes | 36°08′08″B 5°50′45″T / 36,135694°B 5,845934°T | RI-51-0011064       | 26-10-2004           | Castillo de Zahara de los Atunes · Upload image |
| Hang Fuente Santa                                                  | Di tích                     | Barbate                      |                                               | RI-51-0011419-00007 | 25-06-1985           | Upload image                                    |
| Nhà hoang San Ambrosio                                             |                             | Barbate                      |                                               |                     |                      | Upload image                                    |
| Tháp Meca                                                          | Di tích                     | Barbate                      | 36°11′40″B 6°00′49″T / 36,194537°B 6,013696°T | RI-51-0011398       | 25-06-1985           | Upload image                                    |
| Tháp Tajo                                                          | Di tích                     | Barbate                      | 36°10′45″B 5°58′22″T / 36,179165°B 5,972655°T | RI-51-0011399       | 25-06-1985           | Torre del Tajo · Upload image                   |
| Tháp Trafalgar                                                     |                             | Barbate                      |                                               |                     |                      | Upload image                                    |

#### Benalup-Casas Viejas
| Tên                                                                                  | Dạng                  | Địa điểm             | Tọa độ                                        | Số hồ sơ tham khảo?                | Ngày nhận danh hiệu? | Hình ảnh                                     |
| ------------------------------------------------------------------------------------ | --------------------- | -------------------- | --------------------------------------------- | ---------------------------------- | -------------------- | -------------------------------------------- |
| Căn nhà Puntos                                                                       | Di tích               | Benalup-Casas Viejas | 36°18′58″B 5°44′05″T / 36,316215°B 5,734678°T | RI-51-0011448-00001                | 25-06-1985           | Upload image                                 |
| Lâu đài Benalup                                                                      | Di tích               | Benalup-Casas Viejas |                                               | RI-51-0011400                      |                      | Upload image                                 |
| Hang Ladrones                                                                        | Di tích               | Benalup-Casas Viejas | 36°18′58″B 5°44′05″T / 36,316215°B 5,734678°T | RI-51-0011441                      | 25-06-1985           | Upload image                                 |
| Hang Tajo Figuras Hang Arco, Cimera, Negra, Alta, Tesoro Paja và Nhà trú tạm Pilones | Di tích Nghệ thuật đá | Benalup-Casas Viejas |                                               | RI-51-0000292 Partes 00001 a 00007 | 25-04-1924           | Cueva del Tajo de las Figuras · Upload image |

#### Benaocaz
| Tên                                 | Dạng                                                          | Địa điểm | Tọa độ                                        | Số hồ sơ tham khảo?         | Ngày nhận danh hiệu? | Hình ảnh                             |
| ----------------------------------- | ------------------------------------------------------------- | -------- | --------------------------------------------- | --------------------------- | -------------------- | ------------------------------------ |
| Lâu đài Aznalmara (Lâu đài Tavizna) | Di tích Kiến trúc phòng thủ Thời gian: Thế kỷ 13 và Thế kỷ 14 | Benaocaz | 36°43′46″B 5°27′59″T / 36,729438°B 5,46627°T  | RI-51-0007555 RI-51-0007642 | 22-06-1993           | Castillo de Aznalmara · Upload image |
| Tường thành Benaocaz                | Di tích Kiến trúc phòng thủ                                   | Benaocaz |                                               | RI-51-0007556               | 22-06-1993           | Murallas de Benaocaz · Upload image  |
| Benaocaz                            | Lịch sử và nghệ thuật                                         | Benaocaz | 36°42′01″B 5°25′17″T / 36,700194°B 5,421268°T | RI-53-0000327               | 05-02-1985           | Villa de Benaocaz · Upload image     |

#### Bornos
| Tên                              | Dạng                        | Địa điểm | Tọa độ                                        | Số hồ sơ tham khảo? | Ngày nhận danh hiệu? | Hình ảnh              |
| -------------------------------- | --------------------------- | -------- | --------------------------------------------- | ------------------- | -------------------- | --------------------- |
| Bornos                           | Khu phức hợp lịch sử        | Bornos   | 36°48′54″B 5°44′40″T / 36,814892°B 5,744377°T | RI-53-0000580       | 14-10-2003           | Bornos · Upload image |
| Lâu đài Bornos                   | Di tích Kiến trúc phòng thủ | Bornos   | 36°48′55″B 5°44′37″T / 36,815244°B 5,743566°T | RI-51-0007557       | 22-06-1993           | Upload image          |
| Tu việnl Corpus Christi (Bornos) |                             | Bornos   |                                               |                     |                      | Upload image          |

### C

#### Cádiz
| Tên                                                                 | Dạng                                                   | Địa điểm                            | Tọa độ                                                                                         | Số hồ sơ tham khảo? | Ngày nhận danh hiệu? | Hình ảnh                                                                      |
| ------------------------------------------------------------------- | ------------------------------------------------------ | ----------------------------------- | ---------------------------------------------------------------------------------------------- | ------------------- | -------------------- | ----------------------------------------------------------------------------- |
| Alcazaba Medieval                                                   | Di tích                                                | Cádiz                               |                                                                                                | RI-51-0007567       | 22-06-1993           | Upload image                                                                  |
| Lưu trữ lịch sử Provincial Cádiz                                    | Lưu trữ                                                | Cádiz                               |                                                                                                | RI-AR-0000022       | 10-11-1997           | Archivo Histórico Provincial de Cádiz · Upload image                          |
| Arco Rosa                                                           | Di tích Kiến trúc phòng thủ                            | Cádiz                               | 36°31′45″B 6°17′40″T / 36,529209°B 6,294515°T                                                  | RI-51-0007559       | 22-06-1993           | Arco de la Rosa · Upload image                                                |
| Arco Blanco                                                         | Di tích Kiến trúc phòng thủ                            | Cádiz                               | 36°31′43″B 6°17′35″T / 36,5285°B 6,293°T                                                       | RI-51-0001437       | 29-11-1962           | Arco de los Blanco · Upload image                                             |
| Arco Obispo                                                         | Di tích                                                | Cádiz                               | Tọa độ: Không thể phân tích số từ kinh độ: {{{kinh độ}}} {{#coordinates:}}: vĩ độ không hợp lệ | RI-51-0007561       | 22-06-1993           | Upload image                                                                  |
| Arco Pópulo                                                         | Di tích Kiến trúc phòng thủ                            | Cádiz                               |                                                                                                | RI-51-0007560       | 22-06-1993           | Arco del Pópulo · Upload image                                                |
| Spa của Nuestra Señora Palma và Real Balneario Palma                | Di tích Kiến trúc dân sự                               | Cádiz Playa de La Caleta (Cádiz)    | 36°31′50″B 6°18′20″T / 36,53045°B 6,305542°T                                                   | RI-51-0005281       | 28-12-1990           | Balneario de Nuestra Señora de la Palma y del Real · Upload image             |
| Thành đá Candelaria (Cádiz)                                         | Di tích Kiến trúc phòng thủ                            | Cádiz                               | 36°32′16″B 6°17′57″T / 36,5379°B 6,2993°T                                                      | RI-51-0007562       | 22-06-1993           | Baluarte de la Candelaria · Upload image                                      |
| Thành đá Cortadura và Fuerte San Fernando                           | Di tích                                                | Cádiz                               |                                                                                                | RI-51-0007574       | 22-06-1993           | Upload image                                                                  |
| Thành đá Capuchinos                                                 | Di tích                                                | Cádiz                               |                                                                                                | RI-51-0007563       | 22-06-1993           | Upload image                                                                  |
| Thành đá Mártires                                                   | Di tích                                                | Cádiz                               |                                                                                                | RI-51-0007564       | 22-06-1993           | Upload image                                                                  |
| Thành đá San Carlos                                                 | Di tích                                                | Cádiz                               |                                                                                                | RI-51-0007565       | 22-06-1993           | Upload image                                                                  |
| Thành đá San Pablo                                                  | Di tích                                                | Cádiz                               |                                                                                                | RI-51-0007568       | 22-06-1993           | Upload image                                                                  |
| Thành đá San Pedro                                                  | Di tích                                                | Cádiz                               |                                                                                                | RI-51-0007569       | 22-06-1993           | Upload image                                                                  |
| Lâu đài Santa Catalina (Cádiz)                                      | Di tích Kiến trúc phòng thủ                            | Cádiz                               | 36°31′58″B 6°18′29″T / 36,532725°B 6,30805°T                                                   | RI-51-0007571       | 22-06-1993           | Baluarte de Santa Catalina y Castillo · Upload image                          |
| Thành đá Matadero                                                   | Di tích                                                | Cádiz                               |                                                                                                | RI-51-0007566       | 22-06-1993           | Upload image                                                                  |
| Batería Segunda Aguada                                              | Di tích                                                | Cádiz                               |                                                                                                | RI-51-0012212       | 25-06-1985           | Upload image                                                                  |
| Thư viện Pública Estado                                             | Biblioteca                                             | Cádiz Avenida Ramón de Carranza, 16 | 36°32′01″B 6°17′37″T / 36,53374°B 6,293707°T                                                   | RI-BI-0000010       | 25-06-1985           | Biblioteca Pública del Estado · Upload image                                  |
| Cádiz                                                               | Khu phức hợp lịch sử                                   | Cádiz                               | 36°31′56″B 6°17′52″T / 36,532294°B 6,297909°T                                                  | RI-53-0000220       | 14-10-1978           | Cádiz · Upload image                                                          |
| Nhà Cuatro Torres                                                   | Khu phức hợp lịch sử                                   | Cádiz                               | 36°32′09″B 6°17′39″T / 36,535897°B 6,294108°T                                                  | RI-53-0000204       | 02-04-1976           | Casa de las Cuatro Torres · Upload image                                      |
| Nhà Almirante (Cádiz)                                               | Di tích Kiến trúc dân sự                               | Cádiz                               |                                                                                                | RI-51-0005399       | 11-04-2005           | Casa del Almirante · Upload image                                             |
| Lâu đài Ponce                                                       | Di tích                                                | Cádiz                               |                                                                                                | RI-51-0007558       | 22-06-1993           | Upload image                                                                  |
| Lâu đài San Lorenzo Puntal Lâu đài Puntales                         | Di tích                                                | Cádiz                               | 36°30′31″B 6°15′41″T / 36,5086°B 6,2613°T                                                      | RI-51-0012213       | 25-06-1985           | Upload image                                                                  |
| Lâu đài San Sebastián (Cádiz)                                       | Di tích Kiến trúc phòng thủ                            | Cádiz                               | 36°31′41″B 6°18′56″T / 36,528106°B 6,315614°T                                                  | RI-51-0007575       | 22-06-1993           | Castillo de San Sebastián · Upload image                                      |
| Nhà thờ Santa Cruz Cádiz                                            | Di tích Kiến trúc tôn giáo                             | Cádiz                               | 36°31′45″B 6°17′43″T / 36,529135°B 6,295254°T                                                  | RI-51-0000493       | 03-06-1931           | Catedral de Santa Cruz · Upload image                                         |
| Cerca Medieval                                                      | Di tích                                                | Cádiz                               |                                                                                                | RI-51-0011402       | 25-06-1985           | Upload image                                                                  |
| Tu viện Nuestra Señora Rosario và Santo Domingo (Cádiz)             | Di tích                                                | Cádiz                               | 36°31′44″B 6°17′24″T / 36,528757°B 6,290072°T                                                  | RI-51-0005344       | 13-12-2005           | Convento de Nuestra Señora del Rosario y Santo Domingo (Cádiz) · Upload image |
| Factoría salazones Teatro Andalucía                                 | Khu khảo cổ Thời gian: La Mã cổ đại                    | Cádiz                               |                                                                                                | RI-55-0000518       | 05-05-1998           | Upload image                                                                  |
| Fuerte San Luis                                                     | Di tích                                                | Cádiz                               |                                                                                                | RI-51-0007572       | 22-06-1993           | Upload image                                                                  |
| Hospicio Provincial                                                 | Di tích                                                | Cádiz                               |                                                                                                | RI-51-0001630       | 23-12-1964           | Upload image                                                                  |
| Bệnh viện Nuestra Señora Carmen (Cádiz) Bệnh viện Mujeres hay Donas | Di tích                                                | Cádiz                               | 36°31′53″B 6°18′00″T / 36,5313°B 6,3°T                                                         | RI-51-0005286       | 28-10-2003           | Hospital de Nuestra Señora del Carmen · Upload image                          |
| Nhà thờ San José (Cádiz)                                            | Di tích Kiến trúc tôn giáo Kiểu: Kiến trúc Tân cổ điển | Cádiz                               |                                                                                                | RI-51-0004317       | 15-12-1978           | Iglesia de San José · Upload image                                            |
| Oratorio San Felipe Neri (Cádiz)                                    | Di tích Kiến trúc tôn giáo Kiểu: Baroque               | Cádiz                               | 36°31′58″B 6°17′59″T / 36,5328°B 6,2997°T                                                      | RI-51-0000091       | 18-07-1907           | Iglesia del Oratorio de San Felipe Neri · Upload image                        |
| Tường Urbana                                                        | Di tích Kiến trúc phòng thủ                            | Cádiz                               |                                                                                                | RI-51-0011401       | 25-06-1985           | Muralla Urbana · Upload image                                                 |
| Cổng Tierra                                                         | Khu khảo cổ                                            | Cádiz                               | 36°31′33″B 6°17′19″T / 36,525956°B 6,288725°T                                                  | RI-55-0000064       | 25-11-1940           | Muralla y Puerta de Tierra de Cádiz · Upload image                            |
| Bảo tàng Cádiz                                                      | Di tích                                                | Cádiz                               | 36°32′06″B 6°17′47″T / 36,5349°B 6,2963°T                                                      | RI-51-0001338       | 01-03-1962           | Museo Arqueológico Provincial · Upload image                                  |
| Bảo tàng Cádiz                                                      | Di tích                                                | Cádiz                               | 36°32′06″B 6°17′47″T / 36,5349°B 6,2963°T                                                      | RI-51-0001339       | 01-03-1962           | Museo Provincial de Bellas Artes · Upload image                               |
| Cung điện Mora                                                      | Di tích Kiến trúc dân sự                               | Cádiz                               | 36°32′00″B 6°17′50″T / 36,5332°B 6,2971°T                                                      | RI-51-0004476       | 13-03-1981           | Palacio de Mora · Upload image                                                |
| Cổng Tierra                                                         | Di tích                                                | Cádiz                               | 36°31′34″B 6°17′19″T / 36,526058°B 6,2887°T                                                    | RI-51-0007570       | 22-06-1993           | Puerta de Tierra · Upload image                                               |
| Recinto Intramuros Ciudad Cádiz                                     | Khu phức hợp lịch sử                                   | Cádiz                               | 36°31′54″B 6°18′00″T / 36,531576°B 6,299985°T                                                  | RI-53-0000141       | 05-10-1972           | Recinto Intramuros de la Ciudad de Cádiz · Upload image                       |
| Nghĩa địa Punta Vaca                                                | Khu khảo cổ Necrópolis                                 | Cádiz                               |                                                                                                | RI-55-0000005       | 31-12-1924           | Upload image                                                                  |
| Oratorio Santa Cueva (Cádiz)                                        | Di tích Kiến trúc tôn giáo                             | Cádiz C/ Del Rosario                |                                                                                                | RI-51-0004537       | 13-11-1981           | Templo de la Santa Cueva · Upload image                                       |
| Torregorda                                                          | Di tích Kiến trúc phòng thủ                            | Cádiz                               | 36°27′37″B 6°15′10″T / 36,460203°B 6,252869°T                                                  | RI-51-0007573       | 22-06-1993           | Torregorda · Upload image                                                     |

#### Castellar de la Frontera
| Tên                | Dạng                        | Địa điểm                 | Tọa độ                                        | Số hồ sơ tham khảo? | Ngày nhận danh hiệu? | Hình ảnh                                |
| ------------------ | --------------------------- | ------------------------ | --------------------------------------------- | ------------------- | -------------------- | --------------------------------------- |
| Castellar Frontera | Khu phức hợp lịch sử        | Castellar de la Frontera | 36°19′00″B 5°27′00″T / 36,316667°B 5,45°T     | RI-53-0000618       | 21-03-2006           | Castellar de la Frontera · Upload image |
| Lâu đài Castellar  | Di tích Kiến trúc phòng thủ | Castellar de la Frontera | 36°19′07″B 5°27′12″T / 36,31865°B 5,453279°T  | RI-51-0001454       | 24-07-1963           | Castillo de Castellar · Upload image    |
| Hang Abejera       | Di tích                     | Castellar de la Frontera |                                               | RI-51-0011449       | 25-06-1985           | Upload image                            |
| Hang Números       | Di tích                     | Castellar de la Frontera | 36°11′33″B 5°33′21″T / 36,192519°B 5,555735°T | RI-51-0011451       | 25-06-1985           | Upload image                            |
| Hang Tajos         | Di tích                     | Castellar de la Frontera |                                               | RI-51-0011452       |                      | Upload image                            |
| Hang Cambulló      | Di tích                     | Castellar de la Frontera |                                               | RI-51-0011450       | 25-06-1985           | Upload image                            |
| Hang Cancho        | Di tích                     | Castellar de la Frontera |                                               | RI-51-0011453       | 25-06-1985           | Upload image                            |
| Tháp Almoraima     | Di tích                     | Castellar de la Frontera | 36°16′44″B 5°25′55″T / 36,278835°B 5,431914°T | RI-51-0012211       |                      | Upload image                            |

#### Chiclana de la Frontera
| Tên                                           | Dạng                        | Địa điểm                | Tọa độ                                        | Số hồ sơ tham khảo? | Ngày nhận danh hiệu? | Hình ảnh                                          |
| --------------------------------------------- | --------------------------- | ----------------------- | --------------------------------------------- | ------------------- | -------------------- | ------------------------------------------------- |
| Lâu đài Sancti Petri                          | Di tích Kiến trúc quân sự   | Chiclana de la Frontera | 36°22′47″B 6°13′13″T / 36,379607°B 6,220177°T | RI-51-0007584       | 22-06-1993           | Castillo de Sancti Petri · Upload image           |
| Nhà thờ San Juan Bautista (Chiclana Frontera) | Di tích Kiến trúc tôn giáo  | Chiclana de la Frontera | 36°25′05″B 6°08′46″T / 36,417978°B 6,146052°T | RI-51-0004169       | 16-04-1975           | Iglesia Mayor de San Juan Bautista · Upload image |
| Tháp Bermeja                                  | Di tích Kiến trúc phòng thủ | Chiclana de la Frontera | 36°22′30″B 6°11′29″T / 36,374989°B 6,191318°T | RI-51-0007583       | 22-06-1993           | Torre Bermeja · Upload image                      |
| Tháp Reloj Arquillo Reloj                     | Di tích                     | Chiclana de la Frontera | 36°25′06″B 6°08′46″T / 36,418207°B 6,146202°T | RI-51-0007582       | 22-06-1993           | Torre del Reloj · Upload image                    |
| Chiclana Frontera                             | Lịch sử và nghệ thuật       | Chiclana de la Frontera | 36°25′00″B 6°09′00″T / 36,416667°B 6,15°T     | RI-53-0000602       | 30-11-2004           | Upload image                                      |

#### Chipiona
| Tên              | Dạng    | Địa điểm | Tọa độ | Số hồ sơ tham khảo? | Ngày nhận danh hiệu? | Hình ảnh                            |
| ---------------- | ------- | -------- | ------ | ------------------- | -------------------- | ----------------------------------- |
| Batería          | Di tích | Chipiona |        | RI-51-0007586       | 22-06-1993           | Upload image                        |
| Lâu đài Chipiona | Di tích | Chipiona |        | RI-51-0007585       | 22-06-1993           | Castillo de Chipiona · Upload image |

#### Conil de la Frontera
| Tên                    | Dạng                                             | Địa điểm                                                    | Tọa độ                                        | Số hồ sơ tham khảo? | Ngày nhận danh hiệu? | Hình ảnh                                     |
| ---------------------- | ------------------------------------------------ | ----------------------------------------------------------- | --------------------------------------------- | ------------------- | -------------------- | -------------------------------------------- |
| Lâu đài Conil Frontera | Di tích Kiến trúc phòng thủ                      | Conil de la Frontera                                        | 36°16′29″B 6°05′22″T / 36,274664°B 6,089502°T | RI-51-0007580       | 22-06-1993           | Upload image                                 |
| Murallas               | Di tích                                          | Conil de la Frontera                                        |                                               | RI-51-0007581       | 22-06-1993           | Upload image                                 |
| Tháp Cabeza Puerco     | Di tích Kiến trúc phòng thủ                      | Conil de la Frontera                                        | 36°19′52″B 6°09′41″T / 36,331181°B 6,161262°T | RI-51-0007576       | 22-06-1993           | Torre Cabeza del Puerco · Upload image       |
| Tháp Castilnovo        | Di tích                                          | Conil de la Frontera                                        | 36°15′14″B 6°04′50″T / 36,253868°B 6,080498°T | RI-51-0007578       | 22-06-1993           | Upload image                                 |
| Tháp Conilejo          | Di tích                                          | Conil de la Frontera                                        |                                               | RI-51-0007577       | 22-06-1993           | Upload image                                 |
| Tháp Roche             | Di tích Kiến trúc phòng thủ Reconvertida en faro | Conil de la Frontera Junto a la desembocadura del río Roche | 36°17′44″B 6°08′24″T / 36,295575°B 6,13996°T  | RI-51-0007579       | 22-06-1993           | Upload image                                 |
| Conil Frontera         | Lịch sử và nghệ thuật                            | Conil de la Frontera                                        | 36°16′00″B 6°05′00″T / 36,266667°B 6,083333°T | RI-53-0000288       | 25-03-1983           | Villa de Conil de la Frontera · Upload image |

### E

#### El Puerto de Santa María
| Tên                                        | Dạng                             | Địa điểm                                           | Tọa độ                                        | Số hồ sơ tham khảo?  | Ngày nhận danh hiệu? | Hình ảnh                                                       |
| ------------------------------------------ | -------------------------------- | -------------------------------------------------- | --------------------------------------------- | -------------------- | -------------------- | -------------------------------------------------------------- |
| Batería Arenilla                           | Di tích                          | El Puerto de Santa María                           |                                               | RI-51-0007614        | 22-06-1993           | Upload image                                                   |
| Batería Al Puntilla                        | Di tích                          | El Puerto de Santa María                           |                                               | RI-51-0007618        | 22-06-1993           | Upload image                                                   |
| Batería Bermeja                            | Di tích                          | El Puerto de Santa María                           |                                               | RI-51-0007616        | 22-06-1993           | Upload image                                                   |
| Batería Gallina                            | Di tích                          | El Puerto de Santa María                           |                                               | RI-51-0007613        | 22-06-1993           | Upload image                                                   |
| Batería Laja                               | Di tích                          | El Puerto de Santa María                           |                                               | RI-51-0011403        |                      | Upload image                                                   |
| Batería Palmar                             | Di tích                          | El Puerto de Santa María                           |                                               | RI-51-0007617        | 22-06-1993           | Upload image                                                   |
| Batería Puerto                             | Di tích                          | El Puerto de Santa María                           |                                               | RI-51-0007615        | 22-06-1993           | Batería del Puerto · Upload image                              |
| Nhà Vizarrón Nhà Cadenas                   | Di tích Kiến trúc dân sự         | El Puerto de Santa María Plaza del Polvorista, 10  | 36°35′42″B 6°13′37″T / 36,594917°B 6,226906°T | RI-51-0011421        | 24-10-2006           | Casa Vizarrón · Upload image                                   |
| Lâu đài Doña Blanca                        | Di tích Kiến trúc phòng thủ Tháp | El Puerto de Santa María Carretera de "El Portal"  | 36°37′40″B 6°09′42″T / 36,627857°B 6,161585°T | RI-51-0007619        | 22-06-1993           | Castillo de Doña Blanca · Upload image                         |
| Lâu đài San Marcos                         | Di tích Kiến trúc phòng thủ      | El Puerto de Santa María Plaza de Alfonso el Sabio | 36°35′47″B 6°13′36″T / 36,596383°B 6,226648°T | RI-51-0000183        | 30-08-1920           | Castillo de San Marcos · Upload image                          |
| Puerto Santa María                         | Lịch sử và nghệ thuật            | El Puerto de Santa María                           | 36°35′49″B 6°13′58″T / 36,5969°B 6,2329°T     | RI-53-0000236        | 04-12-1980           | Ciudad de El Puerto de Santa María · Upload image              |
| Tu viện Victoria                           | Di tích Kiến trúc tôn giáo       | El Puerto de Santa María                           | 36°36′20″B 6°13′02″T / 36,6055°B 6,2172°T     | RI-51-0004322        | 29-12-1978           | Iglesia de la Prisión Central · Upload image                   |
| Nhà thờ Mayor Prioral (Puerto Santa María) | Di tích Kiến trúc tôn giáo       | El Puerto de Santa María                           | 36°35′59″B 6°13′44″T / 36,599773°B 6,228906°T | RI-51-0004729        | 12-11-1982           | Iglesia Mayor Prioral · Upload image                           |
| Khu dân cư Cumbres                         |                                  | El Puerto de Santa María                           |                                               | 55 - 0000152 - 00000 |                      | Upload image                                                   |
| Tháp Santa Catalina                        | Di tích                          | El Puerto de Santa María Playa de la Muralla       | 36°34′49″B 6°15′55″T / 36,580319°B 6,265235°T | RI-51-0007612        | 22-06-1993           | Torre de Santa Catalina · Upload image                         |
| Khu vực khảo cổ Doña Blanca                | Khu khảo cổ                      | El Puerto de Santa María                           | 36°37′38″B 6°09′41″T / 36,6271°B 6,1613°T     | RI-55-0000096        | 03-08-1981           | Yacimiento Arqueológico Castillo de Doña Blanca · Upload image |

#### Espera
| Tên             | Dạng                      | Địa điểm | Tọa độ | Số hồ sơ tham khảo? | Ngày nhận danh hiệu? | Hình ảnh                          |
| --------------- | ------------------------- | -------- | ------ | ------------------- | -------------------- | --------------------------------- |
| Lâu đài Fatetar | Di tích Kiến trúc quân sự | Espera   |        | RI-51-0008796       | 22-06-1993           | Castillo de Espera · Upload image |
| Carissa Aurelia | Khu khảo cổ               | Espera   |        |                     |                      | Upload image                      |

### G

#### Grazalema
| Tên       | Dạng                 | Địa điểm  | Tọa độ                                        | Số hồ sơ tham khảo? | Ngày nhận danh hiệu? | Hình ảnh                                                 |
| --------- | -------------------- | --------- | --------------------------------------------- | ------------------- | -------------------- | -------------------------------------------------------- |
| Grazalema | Khu phức hợp lịch sử | Grazalema | 36°45′30″B 5°21′58″T / 36,758439°B 5,366232°T | RI-53-0000572       | 08-07-2003           | Delimitación de la población de Crazalema · Upload image |

### J

#### Jerez de la Frontera
| Tên                                             | Dạng                                                                              | Địa điểm                                                               | Tọa độ                                        | Số hồ sơ tham khảo?  | Ngày nhận danh hiệu? | Hình ảnh                                                                |
| ----------------------------------------------- | --------------------------------------------------------------------------------- | ---------------------------------------------------------------------- | --------------------------------------------- | -------------------- | -------------------- | ----------------------------------------------------------------------- |
| Cung điện Bertemati                             | Di tích                                                                           | Jerez de la Frontera                                                   |                                               | 51 - 0005371 - 00000 |                      | Upload image                                                            |
| Nhà ở calle Lealas, n.º 20                      |                                                                                   | Jerez de la Frontera                                                   |                                               |                      |                      | Upload image                                                            |
| Cartuja Jerez Frontera Paraje " Sotillo"        | Di tích                                                                           | Jerez de la Frontera Junto a la A-2004, en la intersección con la AP-4 | 36°39′14″B 6°05′33″T / 36,65384°B 6,092383°T  | RI-51-0000004        | 31-07-1856           | Cartuja de la Defensión de Nuestra Señora · Upload image                |
| Claustros Santo Domingo                         |                                                                                   | Jerez de la Frontera                                                   |                                               |                      |                      | Upload image                                                            |
| Jerez Frontera                                  | Lịch sử và nghệ thuật                                                             | Jerez de la Frontera                                                   | 36°42′00″B 6°07′00″T / 36,7°B 6,116667°T      | RI-53-0000255        | 17-04-1982           | Casco Antiguo de Jerez de la Frontera · Upload image                    |
| Lâu đài Gigonza                                 |                                                                                   | Jerez de la Frontera                                                   |                                               |                      |                      | Upload image                                                            |
| Castillo                                        | Di tích                                                                           | Jerez de la Frontera                                                   |                                               | RI-51-0007589        | 22-06-1993           | Upload image                                                            |
| Lâu đài Melgarejo                               | Di tích Kiến trúc phòng thủ                                                       | Jerez de la Frontera                                                   |                                               | RI-51-0007594        | 22-06-1993           | Castillo de Melgarejo · Upload image                                    |
| Cổng Arroyo                                     |                                                                                   | Jerez de la Frontera                                                   |                                               |                      |                      | Upload image                                                            |
| Lâu đài Torrecera                               | Di tích                                                                           | Jerez de la Frontera                                                   |                                               | RI-51-0007591        | 22-06-1993           | Upload image                                                            |
| Nhà thờ chính tòa Jerez Frontera                | Di tích Kiến trúc tôn giáo                                                        | Jerez de la Frontera Plaza del reducto Cardenal Bueno Monreal          | 36°40′55″B 6°08′28″T / 36,682007°B 6,141089°T | RI-51-0000498        | 03-06-1931           | Catedral de El Salvador de Jerez de la Frontera · Upload image          |
| Bảo tàng Khảo cổ Municipal Jerez Frontera       | Di tích                                                                           | Jerez de la Frontera                                                   | 36°41′06″B 6°08′41″T / 36,684898°B 6,144798°T | RI-51-0001340        | 01-03-1962           | Colección Arqueológica Municipal de Jerez de la Frontera · Upload image |
| Hội trường thành phố cũ của Jerez Frontera      | Di tích                                                                           | Jerez de la Frontera                                                   | 36°40′59″B 6°08′19″T / 36,683116°B 6,13872°T  | RI-51-0001135        | 27-09-1943           | Consistorio o Antigua Casa del Cabildo · Upload image                   |
| Hang Motilla                                    | Di tích                                                                           | Jerez de la Frontera                                                   | 36°32′57″B 5°29′55″T / 36,549075°B 5,498657°T | RI-51-0011454        | 25-06-1985           | Upload image                                                            |
| Lâu đài Tempul                                  |                                                                                   | Jerez de la Frontera                                                   |                                               |                      |                      | Upload image                                                            |
| Nhà thờ San Dionisio (Jerez Frontera)           | Di tích Kiến trúc tôn giáo Kiến trúc: Nghệ thuật Mudejar và Kiến trúc Baroque     | Jerez de la Frontera                                                   | 36°41′00″B 6°08′19″T / 36,683408°B 6,138549°T | RI-51-0001605        | 05-03-1964           | Iglesia de San Dionisio · Upload image                                  |
| Nhà thờ San Lucas (Jerez Frontera)              |                                                                                   | Jerez de la Frontera                                                   |                                               |                      |                      | Upload image                                                            |
| Nhà thờ San Marcos (Jerez Frontera)             | Di tích Kiến trúc tôn giáo                                                        | Jerez de la Frontera Plaza de San Marcos                               | 36°41′09″B 6°08′21″T / 36,685752°B 6,139092°T | RI-51-0000496        | 03-06-1931           | Iglesia de San Marcos · Upload image                                    |
| Nhà thờ San Mateo (Jerez Frontera)              | Di tích Kiến trúc tôn giáo Kiểu: Kiến trúc Gothic                                 | Jerez de la Frontera                                                   |                                               | RI-51-0010212        | 21-02-2000           | Iglesia de San Mateo · Upload image                                     |
| Nhà thờ San Miguel (Jerez Frontera)             | Di tích Kiến trúc tôn giáo                                                        | Jerez de la Frontera Plaza de San Miguel                               | 36°40′47″B 6°08′15″T / 36,679825°B 6,137432°T | RI-51-0000497        | 03-06-1931           | Iglesia de San Miguel · Upload image                                    |
| Nhà thờ Santiago (Jerez Frontera)               | Di tích Kiến trúc tôn giáo Kiểu: Kiến trúc Gothic                                 | Jerez de la Frontera Plaza de Santiago                                 | 36°41′16″B 6°08′38″T / 36,687859°B 6,143784°T | RI-51-0000495        | 03-06-1931           | Iglesia de Santiago · Upload image                                      |
| Alcazar của Jerez Frontera                      | Di tích Kiến trúc phòng thủ Kiến trúc: Almohade và Phục Hưng                      | Jerez de la Frontera                                                   | 36°40′49″B 6°08′23″T / 36,680343°B 6,139732°T | RI-51-0000494        | 03-06-1931           | Murallas y Alcázar, con sus baños y Capilla · Upload image              |
| Cung điện Campo Real Palacio Campo Real         | Di tích Kiến trúc dân sự Kiến trúc: Phục Hưng và Tân cổ điển Thời gian: Thế kỷ 16 | Jerez de la Frontera Plaza Benavente, s/n                              | 36°41′02″B 6°08′35″T / 36,683813°B 6,14307°T  | RI-51-0006970        | 26-01-1993           | Palacio de Camorrea · Upload image                                      |
| Cung điện Marqués Montana Palacio Domecq        | Di tích Kiến trúc dân sự Kiểu: Baroque Thời gian: Thế kỷ 18                       | Jerez de la Frontera Alameda del Marqués Casa-Domecq                   | 36°41′14″B 6°08′13″T / 36,68716°B 6,136922°T  | RI-51-0005370        | 30-12-2002           | Palacio del Marqués de Montana · Upload image                           |
| Teatro Villamarta Teatro_Villamarta             |                                                                                   | Jerez de la Frontera                                                   |                                               | 51 - 0006833 - 00000 |                      | Upload image                                                            |
| Tháp Berroquejo Tháp Barroquejo                 | Di tích Kiến trúc phòng thủ                                                       | Jerez de la Frontera                                                   |                                               | RI-51-0007590        | 22-06-1993           | Torre Barroquejo · Upload image                                         |
| Lâu đài Gibalbín                                | Di tích Kiến trúc phòng thủ                                                       | Jerez de la Frontera                                                   |                                               | RI-51-0007592        | 22-06-1993           | Upload image                                                            |
| Calduba                                         |                                                                                   | Jerez de la Frontera                                                   |                                               |                      |                      | Upload image                                                            |
| Tháp Atalaya Tháp San Dionisio                  | Di tích Kiến trúc phòng thủ                                                       | Jerez de la Frontera Plaza de Plateros                                 | 36°41′01″B 6°08′18″T / 36,683601°B 6,138427°T | RI-51-0004318        | 15-12-1978           | Torre de la Atalaya · Upload image                                      |
| Tháp Marchanudo Macharnudo                      | Di tích Kiến trúc phòng thủ                                                       | Jerez de la Frontera                                                   |                                               | RI-51-0007593        | 22-06-1993           | Torre Marchanudo · Upload image                                         |
| Asta Regia                                      | Khu khảo cổ                                                                       | Jerez de la Frontera                                                   |                                               | RI-55-0000584        | 06-03-2000           | Upload image                                                            |
| Zoco Artesanía Jerez Zoco_de_Artesanía_de_Jerez |                                                                                   | Jerez de la Frontera                                                   |                                               |                      |                      | Upload image                                                            |

#### Jimena de la Frontera
| Tên                               | Dạng                        | Địa điểm              | Tọa độ                                        | Số hồ sơ tham khảo?                | Ngày nhận danh hiệu? | Hình ảnh                                         |
| --------------------------------- | --------------------------- | --------------------- | --------------------------------------------- | ---------------------------------- | -------------------- | ------------------------------------------------ |
| Nhà trú tạm Rancho Valdechuelo    | Di tích                     | Jimena de la Frontera |                                               | RI-51-0011461                      | 25-06-1985           | Upload image                                     |
| Lâu đài Jimena                    | Di tích Kiến trúc phòng thủ | Jimena de la Frontera | 36°25′56″B 5°27′20″T / 36,432334°B 5,455473°T | RI-51-0000500                      | 03-06-1931           | Castillo de Jimena · Upload image                |
| Hang Jimena                       | Di tích                     | Jimena de la Frontera |                                               | RI-51-0011462                      | 25-06-1985           | Upload image                                     |
| Hang Alta                         | Di tích Nghệ thuật đá       | Jimena de la Frontera | 36°26′00″B 5°30′00″T / 36,433333°B 5,5°T      | RI-51-0011458                      | 25-06-1985           | Cueva de la Laja Alta · Upload image             |
| Hang Risco Tajo Gordo             | Di tích                     | Jimena de la Frontera |                                               | RI-51-0011460                      | 25-06-1985           | Upload image                                     |
| Hang Grande                       | Di tích                     | Jimena de la Frontera |                                               | RI-51-0011464                      | 25-06-1985           | Upload image                                     |
| Hang Chinchilla, I, II, III và IV | Di tích                     | Jimena de la Frontera |                                               | RI-51-0011459 Partes 00001 a 00004 | 25-06-1985           | Upload image                                     |
| Hang Chorreón Salado, I và II     | Di tích                     | Jimena de la Frontera |                                               | RI-51-0011463 Partes 00001 y 00002 | 25-06-1985           | Upload image                                     |
| Jimena Frontera                   | Lịch sử và nghệ thuật       | Jimena de la Frontera | 36°26′13″B 5°27′15″T / 36,436897°B 5,454137°T | RI-53-0000587                      | 24-02-2004           | Jimena de la Frontera · Upload image             |
| Lâu đài Jimena                    | Di tích Kiến trúc phòng thủ | Jimena de la Frontera | 36°25′56″B 5°27′20″T / 36,432334°B 5,455473°T | RI-51-0007596                      | 22-06-1993           | Murallas de Jimena de la Frontera · Upload image |

### L

#### La Línea de la Concepción
| Tên                                 | Dạng                        | Địa điểm                  | Tọa độ                                        | Số hồ sơ tham khảo? | Ngày nhận danh hiệu? | Hình ảnh                                          |
| ----------------------------------- | --------------------------- | ------------------------- | --------------------------------------------- | ------------------- | -------------------- | ------------------------------------------------- |
| Hang Extremo Sur                    | Di tích                     | La Línea de la Concepción |                                               | RI-51-0011465       | 25-06-1985           | Upload image                                      |
| Quảng trường toros Línea Concepción | Di tích                     | La Línea de la Concepción | 36°10′04″B 5°20′50″T / 36,167909°B 5,347157°T | RI-51-0011557       | 15-05-2007           | Upload image                                      |
| Línea Contravalación Gibraltar      | Di tích Kiến trúc phòng thủ | La Línea de la Concepción | 36°09′37″B 5°20′20″T / 36,160218°B 5,338815°T | RI-51-0008999       | 21-11-1994           | Ruinas del Fuerte de Santa Bárbara · Upload image |
| Tháp Nueva (Línea Concepción)       | Di tích Kiến trúc phòng thủ | La Línea de la Concepción | 36°12′30″B 5°19′32″T / 36,208255°B 5,325632°T | RI-51-0007597       | 22-06-1993           | Torre Nueva · Upload image                        |

#### Los Barrios
| Tên                                              | Dạng                        | Địa điểm    | Tọa độ                                        | Số hồ sơ tham khảo?                | Ngày nhận danh hiệu? | Hình ảnh                                |
| ------------------------------------------------ | --------------------------- | ----------- | --------------------------------------------- | ---------------------------------- | -------------------- | --------------------------------------- |
| Căn nhà Huerta Pilas                             | Di tích                     | Los Barrios |                                               | RI-51-0011435                      | 25-06-1985           | Upload image                            |
| Nhà trú tạm frente al Piruétano                  | Di tích                     | Los Barrios |                                               | RI-51-0011437                      | 25-06-1985           | Upload image                            |
| Hang Máscara                                     | Di tích                     | Los Barrios |                                               | RI-51-0011427                      | 25-06-1985           | Upload image                            |
| Hang Taconera                                    | Di tích                     | Los Barrios |                                               | RI-51-0011438                      | 25-06-1985           | Upload image                            |
| Hang Bailadoras                                  | Di tích                     | Los Barrios |                                               | RI-51-0011436                      | 25-06-1985           | Cueva de las Bailadoras · Upload image  |
| Hang Arrieros, Caballo, Carrahola và Corchadillo | Di tích                     | Los Barrios |                                               | RI-51-0011424 Partes 00001 a 00003 | 25-06-1985           | Upload image                            |
| Hang Cochinos                                    | Di tích                     | Los Barrios |                                               | RI-51-0011439                      | 25-06-1985           | Upload image                            |
| Hang Ladrones, I, II và III                      | Di tích                     | Los Barrios |                                               | RI-51-0011425 Partes 00001 a 00003 | 25-06-1985           | Upload image                            |
| Hang Pilones                                     | Di tích                     | Los Barrios |                                               | RI-51-0011430                      | 25-06-1985           | Upload image                            |
| Hang Piruétano                                   | Di tích                     | Los Barrios |                                               | RI-51-0011431                      | 25-06-1985           | Upload image                            |
| Hang Avellano                                    | Di tích                     | Los Barrios |                                               | RI-51-0011434                      | 25-06-1985           | Upload image                            |
| Hang Magro                                       | Di tích                     | Los Barrios |                                               | RI-51-0011426                      | 25-06-1985           | Upload image                            |
| Hang Mediano                                     | Di tích                     | Los Barrios |                                               | RI-51-0011440                      | 25-06-1985           | Upload image                            |
| Hang Pajarraco                                   | Di tích                     | Los Barrios |                                               | RI-51-0011429                      | 25-06-1985           | Upload image                            |
| Hang Obispo I và II                              | Di tích                     | Los Barrios |                                               | RI-51-0011428 Partes 00001 y 00002 | 25-06-1985           | Upload image                            |
| Hang Bacinete                                    | Di tích Nghệ thuật đá       | Los Barrios |                                               | RI-51-0011420 Partes 00001 a 00008 | 25-06-1985           | Gran Abrigo del Bacinete · Upload image |
| Roca con Letras                                  | Di tích                     | Los Barrios |                                               | RI-51-0011432                      | 25-06-1985           | Upload image                            |
| Peñón Cueva                                      | Di tích                     | Los Barrios |                                               | RI-51-0011433                      |                      | Upload image                            |
| Tháp Entrerríos Tháp Palmones, Tháp Guadarranque | Di tích                     | Los Barrios | 36°10′32″B 5°25′53″T / 36,175436°B 5,431419°T | RI-51-0007598                      | 22-06-1993           | Torre de Entrerríos · Upload image      |
| Tháp Botafuegos                                  | Di tích Kiến trúc phòng thủ | Los Barrios | 36°09′33″B 5°29′40″T / 36,159089°B 5,494514°T | RI-51-0007599                      | 22-06-1993           | Torre de Montelatorre · Upload image    |

### M

#### Medina-Sidonia
| Tên                                           | Dạng                        | Địa điểm       | Tọa độ                                        | Số hồ sơ tham khảo?                | Ngày nhận danh hiệu? | Hình ảnh                                  |
| --------------------------------------------- | --------------------------- | -------------- | --------------------------------------------- | ---------------------------------- | -------------------- | ----------------------------------------- |
| Căn nhà Tajo Albarianes                       | Di tích                     | Medina-Sidonia |                                               | RI-51-0011477                      | 25-06-1985           | Upload image                              |
| Arco Pastora                                  | Di tích                     | Medina-Sidonia |                                               | RI-51-0000503                      | 03-06-1931           | Upload image                              |
| Lâu đài Medina-Sidonia                        | Di tích Kiến trúc phòng thủ | Medina-Sidonia |                                               | RI-51-0007601                      | 22-06-1993           | Castillo de Medina-Sidonia · Upload image |
| Lâu đài Torrestrella                          | Di tích Kiến trúc phòng thủ | Medina-Sidonia | 36°26′33″B 5°51′03″T / 36,442479°B 5,850781°T | RI-51-0007604                      | 22-06-1993           | Castillo de Torre-estrella · Upload image |
| Hang Cañada Honda                             | Di tích                     | Medina-Sidonia |                                               | RI-51-0011475                      | 25-06-1985           | Upload image                              |
| Hang Garganta Culebra                         | Di tích                     | Medina-Sidonia |                                               | RI-51-0011470                      | 25-06-1985           | Upload image                              |
| Hang Rosa                                     | Di tích                     | Medina-Sidonia |                                               | RI-51-0011472                      | 25-06-1985           | Upload image                              |
| Hang Mujeres                                  | Di tích                     | Medina-Sidonia |                                               | RI-51-0011467                      | 25-06-1985           | Upload image                              |
| Hang Libreros                                 | Di tích                     | Medina-Sidonia |                                               | RI-51-0011473                      | 25-06-1985           | Upload image                              |
| Hang Gorrión                                  | Di tích                     | Medina-Sidonia |                                               | RI-51-0011468                      |                      | Upload image                              |
| Hang Pajarito                                 | Di tích                     | Medina-Sidonia |                                               | RI-51-0011471                      | 25-06-1985           | Upload image                              |
| Hang Toro                                     | Di tích                     | Medina-Sidonia |                                               | RI-51-0011474                      | 25-06-1985           | Upload image                              |
| Hang Ciaque, I, II và III và Cueva Carboneros | Di tích                     | Medina-Sidonia |                                               | RI-51-0011476 Partes 00001 a 00003 | 25-06-1985           | Upload image                              |
| Hang Oscura                                   | Di tích                     | Medina-Sidonia |                                               | RI-51-0011469                      | 25-06-1985           | Upload image                              |
| Nhà hoang Santos Mártires                     | Di tích                     | Medina-Sidonia |                                               | RI-51-0007600                      | 22-06-1993           | Upload image                              |
| Nhà thờ Santa María Coronada (Medina-Sidonia) | Di tích Kiến trúc tôn giáo  | Medina-Sidonia | 36°27′29″B 5°55′32″T / 36,457985°B 5,925547°T | RI-51-0000506                      | 03-06-1931           | Iglesia de Santa María · Upload image     |
| Tu viện Cuervo                                | Di tích                     | Medina-Sidonia |                                               |                                    |                      | Upload image                              |
| Tường thành Medina-Sidonia                    | Di tích Kiến trúc phòng thủ | Medina-Sidonia |                                               | RI-51-0007602                      | 22-06-1993           | Murallas de Medina-Sidonia · Upload image |
| Puertas Medina-Sidonia                        | Di tích                     | Medina-Sidonia |                                               | RI-51-0007603                      | 22-06-1993           | Upload image                              |

### O

#### Olvera
| Tên                  | Dạng                        | Địa điểm | Tọa độ                                        | Số hồ sơ tham khảo? | Ngày nhận danh hiệu? | Hình ảnh                                |
| -------------------- | --------------------------- | -------- | --------------------------------------------- | ------------------- | -------------------- | --------------------------------------- |
| Lâu đài Olvera       | Di tích Kiến trúc phòng thủ | Olvera   | 36°56′09″B 5°16′03″T / 36,935696°B 5,267459°T | RI-51-0008794       | 22-06-1993           | Castillo de Olvera · Upload image       |
| Lâu đài Vallehermoso | Di tích                     | Olvera   |                                               | RI-51-0007606       | 22-06-1993           | Upload image                            |
| Tu viện Caños Santos | Di tích Kiến trúc tôn giáo  | Olvera   |                                               | RI-51-0010698       | 18-09-2001           | Convento de Caños Santos · Upload image |
| Tường thành Olvera   | Di tích                     | Olvera   |                                               | RI-51-0007605       | 22-06-1993           | Upload image                            |
| Olvera               | Lịch sử và nghệ thuật       | Olvera   | 36°56′04″B 5°16′01″T / 36,934562°B 5,267066°T | RI-53-0000289       | 13-04-1983           | Villa de Olvera · Upload image          |

### P

#### Puerto Real
| Tên                            | Dạng                                                   | Địa điểm    | Tọa độ                                    | Số hồ sơ tham khảo? | Ngày nhận danh hiệu? | Hình ảnh                            |
| ------------------------------ | ------------------------------------------------------ | ----------- | ----------------------------------------- | ------------------- | -------------------- | ----------------------------------- |
| Batería Cantarillas            | Di tích                                                | Puerto Real |                                           | RI-51-0007610       | 22-06-1993           | Upload image                        |
| Careneros Reales               | Di tích                                                | Puerto Real |                                           | RI-51-0007611       | 22-06-1993           | Upload image                        |
| Fuerte San Luis                | Di tích                                                | Puerto Real |                                           | RI-51-0007608       | 22-06-1993           | Upload image                        |
| Nhà thờ San José (Puerto Real) | Di tích Kiến trúc tôn giáo Kiểu: Kiến trúc Tân cổ điển | Puerto Real | 36°31′44″B 6°11′26″T / 36,5289°B 6,1905°T | RI-51-0004441       | 04-12-1980           | Iglesia de San José · Upload image  |
| Tháp Matagorda                 | Di tích                                                | Puerto Real |                                           | RI-51-0007609       | 22-06-1993           | Upload image                        |
| Puerto Real                    | Lịch sử và nghệ thuật                                  | Puerto Real |                                           | RI-53-0000304       | 08-02-1984           | Villa de Puerto Real · Upload image |

### R

#### Rota, Cádiz
| Tên                 | Dạng                        | Địa điểm | Tọa độ                                        | Số hồ sơ tham khảo? | Ngày nhận danh hiệu? | Hình ảnh                        |
| ------------------- | --------------------------- | -------- | --------------------------------------------- | ------------------- | -------------------- | ------------------------------- |
| Batería Concepción  | Di tích                     | Rota     |                                               | RI-51-0007622       | 22-06-1993           | Upload image                    |
| Batería Culebrina   | Di tích                     | Rota     |                                               | RI-51-0007621       | 22-06-1993           | Upload image                    |
| Batería O           | Di tích                     | Rota     |                                               | RI-51-0007620       | 22-06-1993           | Upload image                    |
| Lâu đài Luna (Rota) | Di tích Kiến trúc phòng thủ | Rota     | 36°37′00″B 6°21′30″T / 36,616797°B 6,358243°T | RI-51-0007623       | 22-06-1993           | Castillo de Luna · Upload image |
| Tường thành Rota    | Di tích Kiến trúc phòng thủ | Rota     |                                               | RI-51-0007624       | 22-06-1993           | Upload image                    |
| Rota, Cádiz         | Khu phức hợp lịch sử        | Rota     | 36°37′06″B 6°21′31″T / 36,618197°B 6,358666°T | RI-53-0000574       | 22-07-2003           | Rota · Upload image             |

### S

#### San Fernando, Cádiz
| Tên                                 | Dạng                        | Địa điểm     | Tọa độ                                      | Số hồ sơ tham khảo? | Ngày nhận danh hiệu? | Hình ảnh                                     |
| ----------------------------------- | --------------------------- | ------------ | ------------------------------------------- | ------------------- | -------------------- | -------------------------------------------- |
| Ayuntamiento San Fernando           | Di tích                     | San Fernando | 36°27′53″B 6°11′55″T / 36,4648°B 6,1986°T   | RI-51-0012097       | 10-07-2007           | Ayuntamiento de San Fernando · Upload image  |
| Lâu đài San Romualdo Lâu đài Puente | Di tích Kiến trúc phòng thủ | San Fernando |                                             | RI-51-0000502       | 03-06-1931           | Castillo de San Romualdo · Upload image      |
| Patio Cambiazo                      | Di tích                     | San Fernando |                                             | RI-51-0004259       | 23-11-1977           | Upload image                                 |
| San Fernando, Cádiz                 | Khu phức hợp lịch sử        | San Fernando | 36°28′04″B 6°11′43″T / 36,4679°B 6,195416°T | RI-53-0000352       | 28-05-1996           | San Fernando · Upload image                  |
| Real Teatro Cortes                  | Di tích                     | San Fernando | 36°27′58″B 6°11′51″T / 36,466°B 6,1975°T    | RI-51-0001091       | 19-11-1935           | Teatro de las Cortes de Cádiz · Upload image |
| Tháp Alta                           | Di tích                     | San Fernando |                                             | RI-51-0007625       | 22-06-1993           | Torre Alta · Upload image                    |

#### San José del Valle
| Tên             | Dạng                        | Địa điểm           | Tọa độ                                        | Số hồ sơ tham khảo?         | Ngày nhận danh hiệu? | Hình ảnh                           |
| --------------- | --------------------------- | ------------------ | --------------------------------------------- | --------------------------- | -------------------- | ---------------------------------- |
| Lâu đài Gigonza | Di tích Kiến trúc phòng thủ | San José del Valle | 36°33′08″B 5°50′01″T / 36,552222°B 5,833611°T | RI-51-0007595 RI-51-0007607 | 22-06-1993           | Castillo de Gigonza · Upload image |

#### San Roque, Cádiz
| Tên                                       | Dạng                        | Địa điểm  | Tọa độ                                        | Số hồ sơ tham khảo? | Ngày nhận danh hiệu? | Hình ảnh                                          |
| ----------------------------------------- | --------------------------- | --------- | --------------------------------------------- | ------------------- | -------------------- | ------------------------------------------------- |
| Lâu đài Carteia                           | Di tích                     | San Roque |                                               | RI-51-0011406       | 25-06-1985           | Upload image                                      |
| Hang Horadada                             | Di tích                     | San Roque |                                               | RI-51-0011478       | 25-06-1985           | Upload image                                      |
| Nhà thờ Santa María Coronada (San Roque)  | Di tích                     | San Roque | 36°12′35″B 5°23′03″T / 36,2098°B 5,3841°T     | RI-51-0003940       | 30-05-1974           | Iglesia de Santa María la Coronada · Upload image |
| Cung điện Gobernadores                    | Di tích                     | San Roque |                                               | RI-51-0003870       | 02-03-1972           | Palacio de Gobernadores · Upload image            |
| Carteia                                   | Khu khảo cổ                 | San Roque | 36°11′08″B 5°24′44″T / 36,185556°B 5,412222°T | RI-55-0000078       | 16-08-1968           | Ruinas de Carteya · Upload image                  |
| San Roque, Cádiz                          | Lịch sử và nghệ thuật       | San Roque | 36°12′35″B 5°23′04″T / 36,209722°B 5,384444°T | RI-53-0000190       | 26-06-1975           | Sector de San Roque · Upload image                |
| Tháp Carbonera                            | Di tích                     | San Roque |                                               | RI-51-0011407       | 25-06-1985           | Upload image                                      |
| Tháp Cartagena Lâu đài Carteia, Castellón | Di tích                     | San Roque |                                               | RI-51-0011544       | 17-04-2007           | Upload image                                      |
| Tháp Rocadillo                            | Di tích                     | San Roque |                                               | RI-51-0011405       |                      | Upload image                                      |
| Tháp Nueva Guadiaro                       | Di tích Kiến trúc phòng thủ | San Roque | 36°17′40″B 5°16′30″T / 36,294486°B 5,274969°T | RI-51-0007628       | 22-06-1993           | Upload image                                      |
| Tháp Quebrada Guadairo                    | Di tích                     | San Roque |                                               | RI-51-0011408       | 25-06-1985           | Torre Quebrada de Guadairo · Upload image         |

#### Sanlúcar de Barrameda
| Tên                                                                             | Dạng                           | Địa điểm              | Tọa độ                                        | Số hồ sơ tham khảo? | Ngày nhận danh hiệu? | Hình ảnh                                                           |
| ------------------------------------------------------------------------------- | ------------------------------ | --------------------- | --------------------------------------------- | ------------------- | -------------------- | ------------------------------------------------------------------ |
| Alcázar Viejo                                                                   | Di tích                        | Sanlúcar de Barrameda |                                               | RI-51-0011404       | 25-06-1985           | Alcázar Viejo · Upload image                                       |
| Quần thể lịch sử và nghệ thuật Sanlúcar Barrameda                               | Khu phức hợp lịch sử           | Sanlúcar de Barrameda | 36°46′43″B 6°21′16″T / 36,778676°B 6,35445°T  | RI-53-0000162       | 26-07-1973           | Casco Antiguo de la Ciudad de Sanlúcar de Barrameda · Upload image |
| Lâu đài Santiago                                                                | Di tích                        | Sanlúcar de Barrameda |                                               | RI-51-0003871       | 02-03-1972           | Castillo de Santiago · Upload image                                |
| F. Espíritu Santo                                                               | Di tích                        | Sanlúcar de Barrameda |                                               | RI-51-0007627       | 22-06-1993           | Upload image                                                       |
| Fuerte San Salvador                                                             | Di tích                        | Sanlúcar de Barrameda |                                               | RI-51-0009058       | 28-03-1995           | Fuerte de San Salvador · Upload image                              |
| Las Covachas Sanlúcar Barrameda Covacha, "tienda Sierpes", "debajo casa duque " | Di tích                        | Sanlúcar de Barrameda |                                               | RI-51-0011553       | 02-05-2007           | Las Covachas · Upload image                                        |
| Nhà thờ Nuestra Señora O (Sanlúcar Barrameda)                                   | Di tích Aequitectura religiosa | Sanlúcar de Barrameda | 36°46′33″B 6°21′10″T / 36,775833°B 6,352778°T | RI-51-0000505       | 03-06-1931           | Iglesia de Santa María · Upload image                              |
| Nhà Arizón                                                                      | Di tích                        | Sanlúcar de Barrameda |                                               | RI-51-0006864       | 12-06-2001           | Inmueble del Marqués de Casa de Arizón · Upload image              |
| Tường Sanlúcar Barrameda                                                        | Di tích                        | Sanlúcar de Barrameda |                                               | RI-51-0007626       | 22-06-1993           | Muralla de Sanlúcar de Barrameda · Upload image                    |
| Cung điện Medina Sidonia                                                        | Di tích                        | Sanlúcar de Barrameda |                                               | RI-51-0004268       | 02-03-1978           | Palacio de Medina Sidonia · Upload image                           |
| Cổng Rota                                                                       | Di tích                        | Sanlúcar de Barrameda |                                               | RI-51-0009057       | 28-03-1995           | Puerta de Rota · Upload image                                      |

#### Setenil de las Bodegas
| Tên             | Dạng                  | Địa điểm               | Tọa độ | Số hồ sơ tham khảo? | Ngày nhận danh hiệu? | Hình ảnh                                       |
| --------------- | --------------------- | ---------------------- | ------ | ------------------- | -------------------- | ---------------------------------------------- |
| Castillo Villa  | Di tích               | Setenil de las Bodegas |        | RI-51-0007629       | 22-06-1993           | Castillo · Upload image                        |
| Setenil Bodegas | Lịch sử và nghệ thuật | Setenil de las Bodegas |        | RI-53-0000323       | 22-01-1985           | Villa de Setenil de las Bodegas · Upload image |

### T

#### Tarifa
| Tên                                   | Dạng                        | Địa điểm                                                                 | Tọa độ                                        | Số hồ sơ tham khảo?                | Ngày nhận danh hiệu? | Hình ảnh                                                    |
| ------------------------------------- | --------------------------- | ------------------------------------------------------------------------ | --------------------------------------------- | ---------------------------------- | -------------------- | ----------------------------------------------------------- |
| Lâu đài Santa Catalina                | Di tích                     | Tarifa                                                                   |                                               | RI-51-0012033                      | 25-06-1985           | Castillo de Santa Catalina · Upload image                   |
| Lâu đài Tarifa                        | Di tích                     | Tarifa                                                                   |                                               | RI-51-0000499                      | 03-06-1931           | Castillo de Tarifa · Upload image                           |
| Hang al sur Sierra En medio           | Di tích                     | Tarifa                                                                   |                                               | RI-51-0011485                      | 25-06-1985           | Upload image                                                |
| Hang Alanterra                        | Di tích                     | Tarifa                                                                   |                                               | RI-51-0011492                      | 25-06-1985           | Upload image                                                |
| Hang En medio                         | Di tích                     | Tarifa                                                                   |                                               | RI-51-0011506                      | 25-06-1985           | Upload image                                                |
| Hang Jara                             | Di tích                     | Tarifa                                                                   |                                               | RI-51-0011502                      | 25-06-1985           | Upload image                                                |
| Hang Jara II                          | Di tích                     | Tarifa                                                                   |                                               | RI-51-0012215                      | 25-06-1985           | Upload image                                                |
| Hang Mesa Helechoso                   | Di tích                     | Tarifa                                                                   |                                               | RI-51-0011490                      | 25-06-1985           | Upload image                                                |
| Hang Peña Desollacabras               | Di tích                     | Tarifa                                                                   |                                               | RI-51-0011486                      | 25-06-1985           | Upload image                                                |
| Hang Salamanquesa                     | Di tích                     | Tarifa                                                                   |                                               | RI-51-0011498                      | 25-06-1985           | Upload image                                                |
| Hang Alemanes I, II và III            | Di tích                     | Tarifa                                                                   |                                               | RI-51-0011493 Partes 00001 a 00003 | 25-06-1985           | Upload image                                                |
| Hang Sauces                           | Di tích                     | Tarifa                                                                   |                                               | RI-51-0011483                      | 25-06-1985           | Upload image                                                |
| Hang Palomas I, II, III và IV         | Di tích                     | Tarifa                                                                   |                                               | RI-51-0011495 Partes 00001 a 00004 | 25-06-1985           | Upload image                                                |
| Hang Ranchiles II                     | Di tích                     | Tarifa                                                                   |                                               | RI-51-0012214                      | 25-06-1985           | Upload image                                                |
| Hang Saladavieja                      | Di tích                     | Tarifa                                                                   |                                               | RI-51-0011487                      | 25-06-1985           | Upload image                                                |
| Hang Arco                             | Di tích                     | Tarifa                                                                   |                                               | RI-51-0011481                      | 25-06-1985           | Upload image                                                |
| Hang Arroyo                           | Di tích                     | Tarifa                                                                   |                                               | RI-51-0011496                      | 25-06-1985           | Upload image                                                |
| Hang Barranco Arca                    | Di tích                     | Tarifa                                                                   |                                               | RI-51-0011488                      | 25-06-1985           | Upload image                                                |
| Hang Betín                            | Di tích                     | Tarifa                                                                   |                                               | RI-51-0011479                      | 25-06-1985           | Upload image                                                |
| Hang Đồi Quemado                      | Di tích                     | Tarifa                                                                   |                                               | RI-51-0011505                      | 25-06-1985           | Upload image                                                |
| Hang Moro                             | Di tích Arte sureño         | Tarifa                                                                   |                                               | RI-51-0011480                      | 25-06-1985           | Cueva del Moro · Upload image                               |
| Hang Pajarraco                        | Di tích                     | Tarifa                                                                   |                                               | RI-51-0011484                      | 25-06-1985           | Upload image                                                |
| Hang Sol                              | Di tích Arte sureño         | Tarifa                                                                   |                                               | RI-51-0011503                      | 25-06-1985           | Cueva del Sol · Upload image                                |
| Hang Ronchiles                        | Di tích                     | Tarifa                                                                   |                                               | RI-51-0011489                      | 25-06-1985           | Upload image                                                |
| Hang Buitre I và II                   | Di tích                     | Tarifa                                                                   |                                               | RI-51-0011497 Partes 00001 y 00002 | 25-06-1985           | Upload image                                                |
| Hang Bujeo I và II                    | Di tích                     | Tarifa                                                                   |                                               | RI-51-0011504 Partes 00001 y 00002 | 25-06-1985           | Upload image                                                |
| Hang Helechar I và II                 | Di tích                     | Tarifa                                                                   |                                               | RI-51-0011482 Partes 00001 y 00002 | 25-06-1985           | Upload image                                                |
| Hang Puerto Santiago I và II          | Di tích                     | Tarifa                                                                   |                                               | RI-51-0011501 Partes 00001 y 00002 | 25-06-1985           | Upload image                                                |
| Hang Silencio                         | Di tích                     | Tarifa                                                                   |                                               | RI-51-0011500                      | 25-06-1985           | Upload image                                                |
| Hang Sumidero I và II                 | Di tích                     | Tarifa                                                                   |                                               | RI-51-0011491 Partes 00001 y 00002 | 25-06-1985           | Upload image                                                |
| Tường thành Tarifa                    | Di tích                     | Tarifa Numerosos lienzos y torres en el casco antiguo                    | 36°00′47″B 5°36′02″T / 36,013047°B 5,600534°T | RI-51-0007637                      | 22-06-1993           | Murallas de Tarifa · Upload image                           |
| Ruinas Ciudad Belo Belona hay Bolonia | Khu khảo cổ                 | Tarifa                                                                   |                                               | RI-55-0000006                      | 19-01-1925           | Ruinas de la Ciudad de Belo Belona o Bolonia · Upload image |
| Tarifa                                | Lịch sử và nghệ thuật       | Tarifa                                                                   | 36°01′00″B 5°36′00″T / 36,016667°B 5,6°T      | RI-53-0000575                      |                      | Tarifa · Upload image                                       |
| Faro Camarinal                        |                             | Tarifa                                                                   |                                               |                                    |                      | Upload image                                                |
| Tháp Đảo Palomas                      | Di tích                     | Tarifa                                                                   |                                               | RI-51-0011410                      | 25-06-1985           | Upload image                                                |
| Tháp Almedina                         | Di tích                     | Tarifa                                                                   | 36°00′44″B 5°36′09″T / 36,012242°B 5,60246°T  | RI-51-0007636                      | 22-06-1993           | Upload image                                                |
| Tháp Peña                             | Di tích Kiến trúc phòng thủ | Tarifa                                                                   | 36°03′25″B 5°39′33″T / 36,056944°B 5,659167°T | RI-51-0007630                      | 22-06-1993           | Torre de la Peña · Upload image                             |
| Tháp Palomas                          | Di tích                     | Tarifa Se encuentra demolida, sus restos están en la Isla de las Palomas |                                               | RI-51-0007635                      | 22-06-1993           | Upload image                                                |
| Tháp Maderos                          | Di tích                     | Tarifa                                                                   |                                               | RI-51-0007633                      | 22-06-1993           | Upload image                                                |
| Tháp Valdevaqueros                    | Di tích                     | Tarifa                                                                   |                                               | RI-51-0011409                      | 25-06-1985           | Upload image                                                |
| Tháp Cabo En Medio                    | Di tích                     | Tarifa                                                                   |                                               | RI-51-0007632                      | 22-06-1993           | Upload image                                                |
| Tháp Cabo Plata                       | Di tích                     | Tarifa                                                                   | 36°06′10″B 5°49′28″T / 36,102882°B 5,824473°T | RI-51-0007634                      | 22-06-1993           | Upload image                                                |
| Tháp Rayo                             | Di tích                     | Tarifa                                                                   |                                               | RI-51-0011411                      | 25-06-1985           | Upload image                                                |
| Tháp Río Guadalmedina                 | Di tích                     | Tarifa                                                                   |                                               | RI-51-0007631                      | 22-06-1993           | Upload image                                                |

#### Torre Alháquime
| Tên                        | Dạng                        | Địa điểm        | Tọa độ                                        | Số hồ sơ tham khảo? | Ngày nhận danh hiệu? | Hình ảnh                                   |
| -------------------------- | --------------------------- | --------------- | --------------------------------------------- | ------------------- | -------------------- | ------------------------------------------ |
| Lâu đài Tháp Alháquime     | Di tích Kiến trúc phòng thủ | Torre Alháquime | 36°54′57″B 5°14′07″T / 36,915735°B 5,235234°T | RI-51-0007639       | 22-06-1993           | Castillo de Torre Alháquime · Upload image |
| Tường thành Tháp Alháquime | Di tích                     | Torre Alháquime |                                               | RI-51-0007638       | 22-06-1993           | Murallas de Torre Alháquime · Upload image |
| Tháp Alháquime             | Khu phức hợp lịch sử        | Torre Alháquime | 36°54′56″B 5°14′05″T / 36,91567°B 5,234677°T  | RI-53-0000566       | 11-03-2003           | Torre Alháquime · Upload image             |

#### Trebujena
| Tên               | Dạng                        | Địa điểm  | Tọa độ                                        | Số hồ sơ tham khảo? | Ngày nhận danh hiệu? | Hình ảnh                             |
| ----------------- | --------------------------- | --------- | --------------------------------------------- | ------------------- | -------------------- | ------------------------------------ |
| Lâu đài Trebujena | Di tích Kiến trúc phòng thủ | Trebujena | 36°52′13″B 6°10′36″T / 36,870284°B 6,176652°T | RI-51-0008795       | 22-06-1993           | Castillo de Trebujena · Upload image |

### U

#### Ubrique
| Tên             | Dạng    | Địa điểm | Tọa độ                                        | Số hồ sơ tham khảo? | Ngày nhận danh hiệu? | Hình ảnh     |
| --------------- | ------- | -------- | --------------------------------------------- | ------------------- | -------------------- | ------------ |
| Lâu đài Cardela | Di tích | Ubrique  |                                               | RI-51-0007640       | 22-06-1993           | Upload image |
| Lâu đài Fátima  | Di tích | Ubrique  | 36°40′39″B 5°29′23″T / 36,677409°B 5,489652°T | RI-51-0007641       | 22-06-1993           | Upload image |

### V

#### Vejer de la Frontera
| Tên                                   | Dạng                        | Địa điểm | Tọa độ                                        | Số hồ sơ tham khảo? | Ngày nhận danh hiệu? | Hình ảnh                                                  |
| ------------------------------------- | --------------------------- | --- | --------------------------------------------- | ------------------- | -------------------- | --------------------------------------------------------- |
| Lâu đài Vejer Frontera                | Di tích Kiến trúc phòng thủ | Vejer de la Frontera |                                               | RI-51-0000501       | 03-06-1931           | Upload image                                              |
| Vejer Frontera                        | Lịch sử và nghệ thuật       | Vejer de la Frontera |                                               | RI-53-0000206       | 07-06-1976           | Ciudad de Vejer de la Frontera · Upload image             |
| Tường thành và Puertas Vejer Frontera | Di tích Kiến trúc phòng thủ | Vejer de la Frontera Se extienden unas 4 hectáreas por el municipio, unos 1000 metros de muralla, cuatro puertas y tres torres. | 36°15′13″B 5°57′46″T / 36,253523°B 5,962707°T | RI-51-0007645       | 22-06-1993           | Murallas y Puertas de Vejer de la Frontera · Upload image |
| Tháp Buenavista                       | Di tích                     | Vejer de la Frontera |                                               | RI-51-0007644       | 22-06-1993           | Upload image                                              |
| Tháp Mayorazgo                        | Di tích                     | Vejer de la Frontera |                                               | RI-51-0007643       | 22-06-1993           | Upload image                                              |

#### Villaluenga del Rosario
| Tên       | Dạng    | Địa điểm                | Tọa độ | Số hồ sơ tham khảo? | Ngày nhận danh hiệu? | Hình ảnh     |
| --------- | ------- | ----------------------- | ------ | ------------------- | -------------------- | ------------ |
| Hang VR15 | Di tích | Villaluenga del Rosario |        | RI-51-0011508       | 25-06-1985           | Upload image |

#### Villamartín
| Tên                     | Dạng                        | Địa điểm    | Tọa độ                                        | Số hồ sơ tham khảo? | Ngày nhận danh hiệu? | Hình ảnh     |
| ----------------------- | --------------------------- | ----------- | --------------------------------------------- | ------------------- | -------------------- | ------------ |
| Lâu đài Matrera         | Di tích Kiến trúc phòng thủ | Villamartín | 36°48′26″B 5°33′57″T / 36,807153°B 5,565698°T | RI-51-0007646       | 22-06-1993           | Upload image |
| Tường thành Villamartín | Di tích Kiến trúc phòng thủ | Villamartín |                                               | RI-51-0007648       | 22-06-1993           | Upload image |
| Tháp Ferrovieja         | Di tích Kiến trúc phòng thủ | Villamartín |                                               | RI-51-0007647       | 22-06-1993           | Upload image |

### Z

#### Zahara de la Sierra
| Tên                   | Dạng                        | Địa điểm            | Tọa độ                                        | Số hồ sơ tham khảo? | Ngày nhận danh hiệu? | Hình ảnh                                       |
| --------------------- | --------------------------- | ------------------- | --------------------------------------------- | ------------------- | -------------------- | ---------------------------------------------- |
| Lâu đài Zahara Sierra | Di tích Kiến trúc phòng thủ | Zahara de la Sierra | 36°50′19″B 5°23′25″T / 36,838486°B 5,390269°T | RI-51-0007649       | 22-06-1993           | Castillo de Zahara de la Sierra · Upload image |
| Zahara Sierra         | Lịch sử và nghệ thuật       | Zahara de la Sierra |                                               | RI-53-0000294       | 07-09-1983           | Villa de Zahara de la Sierra · Upload image    |